# Зелен чай
Зеленият чай се приготвя единствено от листата на чаения храст, които са подложени на минимално окисляване по време на обработката им. Зеленият чай произхожда от Китай, но се свързва и с много други азиатски държави, като Япония и Южна Корея.
В последните няколко години зеленият чай придобива все по-голяма популярност и в Западна Европа, както и в Северна Америка. Зеленият чай се отглежда не само в Азия, но и на много други места по света, поради което вкусът му може да варира според различните условия, при които е отглеждан чаеният храст.

## Дневни дози и състав на зеления чай
Чаша зелен чай съдържа 35 милиграма кофеин, като за сравнение чаша черен чай съдържа 45 милиграма, чаша нескафе – 66 милиграма, а чаша еспресо – 110 милиграма кофеин.
Веществата, които определят полезното действие на зеления чай, се съдържат и в черния чай, но в значително по-малки количества.

## Полезно действие на зеления чай
Пиенето на зелен чай укрепва духа на човека и повишава неговия тонус. Зеленият чай има ободряващо действие, поради което се препоръчва при преумора.
Веществата, съдържащи се в зеления чай, прочистват кръвта от някои вещества, като например холестерола.
Зеленият чай помага при рязка загуба на телесна маса, тъй като помага за изграждането на мускулите и възвръща апетита.
Приемът на зелен чай, както и на други вещества, не бива да се счита за заместител на здравословното хранене и физическите упражнения.
В зеления чай се съдържа и цинк, поради което се препоръчва за консумация и от бременни жени.
Полезно действие се наблюдава и при пушачите, тъй като зеленият чай спомага за отделянето на натрупаните вредни вещества в резултат на тютюнопушенето.